# Epinomis (Plato)
De Epinomis is een geschrift dat is overgeleverd op naam van Plato, maar waarvan de authenticiteit betwist is. In tegenstelling tot andere betwiste geschriften werd voor de Epinomis in de oudheid al een andere auteur gesuggereerd: Philippus van Opus, van wie tevens wordt gezegd dat hij Plato's Wetten voor publicatie heeft gereed gemaakt. Men doet de Epinomis evenwel onrecht aan door dit werk slechts te beschouwen als een betwiste Platonische dialoog: het is een werk dat een eigen plaats inneemt binnen de Griekse Geistesgeschichte.

## Deelnemers aan het gesprek
Dezelfde personen die optreden in de Wetten zijn ook hier aan het woord: de Kretenzer Kleinias, de Spartaan Megillos, en de niet bij name genoemde bezoeker uit Athene. Het is vooral deze laatste die aan het woord is. Beter dan van een dialoog kan men dan ook spreken van een exposé van de Athener (getuige ook diens opmerking (980d) dat Kleinias zojuist nog aantekeningen heeft gemaakt).

## Inhoud
Kleinias opent door te zeggen dat de instelling van de wetten nu behandeld is, maar dat de vraag hoe de mens wijs kan worden nog open staat. Hierop heft de Athener een klaagzang aan over het menselijk bestaan: het leven hier op aarde is een tranendal, met alleen in het midden een korte, draaglijke periode. En de wijsheid ontsnapt hem overal.
Waar vinden we de ware wijsheid? Als we zoeken naar de wetenschap die ons wijs kan maken, dan komen we al snel uit op de wetenschap der getallen. Zonder inzicht in getallen, zou elke andere wetenschap ineen storten. Die wetenschap heeft de God Ouranos (hemel, universum) ons gegeven: door de continue afwisseling van dag en nacht onderkenden wij één en twee, en verder door de fasen van de maan en de afwisseling der seizoenen de andere getallen. Wie in het bezit is van deze kennis is waarlijk wijs: zonder getal wordt men niet verstandig, niet deugdzaam, niet wijs, niet gelukkig. Gelijkertijd onderscheidt kennis hiervan de mens van het dier.
Alle levende wezens bestaan uit een lichaam en een ziel. 'Ziel' bestaat slechts in één (verschijnings)vorm, maar van lichamen zijn er vijf. De sterren bestaan uit ziel en een lichaam van vuur, de mens uit ziel en een lichaam van (voornamelijk) aarde. Daartussen bevinden zich nog drie soorten levende wezens, waarvan de lichamen respectievelijk uit voornamelijk ether, lucht en water bestaan. Deze laatste drie wezens kennen sommige mensen uit hun dromen, of we weten ervan door mensen die op sterven lagen, of we hebben stemmen gehoord.
Ook al denken velen dat het andersom is, maar juist het feit dat de sterren zo'n eeuwig gelijke beweging vertonen duidt erop dat zij een ziel hebben die superieur is aan die van de mens, die immers dan weer zus, dan weer zo doet en denkt. Het is de ziel die deze grote hemellichamen voortbeweegt, en 'omdat' wij aan hen alles te danken hebben moeten we de sterren als goden vereren, goden die veel internationaler zijn dan die van het traditioneel Griekse pantheon, goden die daadwerkelijk zichtbaar zijn.
Volgt een uitweiding over de acht hemellichamen en hun bewegingen (986a-987c), kennis waarvan de Grieken hebben overgenomen van de bewoners van Egypte en Syrië (alwaar het klimaat er geschikter voor is omdat er nooit wolken zijn). Omdat Grieken echter hetgeen ze van elders overnemen altijd verbeteren, moet nu ook de sterrencultus in Griekenland beter en mooier worden dan elders.
Zoeken we nu weer naar de ware wijsheid, dan moeten we eerst vaststellen dat het belangrijkste onderdeel van de deugd de vroomheid is. En, het zal menigeen verbazen, deze vroomheid (het juiste denken en doen m.b.t. de goden) is niet anders dan astronomie (990a)! De serieuze astronoom heeft een gedegen wiskundig-wetenschappelijke opleiding nodig (990b-991b). Zonder deze kennis immers kan men de astrale goden niet goed observeren. Zonder deze kennis wordt men niet gelukkig en wijs. Maar dit is slechts weggelegd voor de happy few.

## Plaatsbepaling
De Epinomis is geen literair of filosofisch meesterwerk, maar presenteert wel enkele 'innovaties' ten opzichte van de traditionele opvattingen van Plato, die enkele speculaties hebben losgemaakt omtrent de Umwelt waarin dit werk geschreven is.
- Astraalreligie. Ter verklaring van het feit dat hier de sterren (Gr. astra) als zichtbare goden worden beschouwd, zijn drie factoren aangedragen. Ten eerste recente astronomische ontdekkingen, m.n. door Eudoxus, die ook aan de Academie verbleef. Doordat de hemellichamen veel groter bleken te zijn dan bv. de aarde, en doordat ze uiterst regelmatige bewegingen vertoonden, leenden ze zich meer voor verering. Ten tweede het feit dat sterren overal gezien kunnen worden, waarmee hun bereik als goden potentieel veel groter is dan dat van welke regionale goden ook. (Men zou dit als een deel van de overgang naar het Hellenisme kunnen zien.) Ten derde invloed uit het oosten[5]. Aan deze drie factoren wordt ook min of meer expliciet gerefereerd in de tekst van de Epinomis.

- Ether. In de Epinomis wordt 'ether' genoemd als een van de vijf elementen. In de Timaeus (55a-c) worden vijf soorten wiskundige vormen genoemd, waaraan vier elementen corresponderen. Heeft de auteur van de Epinomis gemeend deze onbalans tussen vijf vormen en vier elementen te moeten opheffen? Zoals bekend onderkende Aristoteles ook het element ether, maar daar waar in de Epinomis de sterren van vuur zijn, is bij Aristoteles ether het element van de hemellichamen.

- Relatie met de Wetten. Epinomis betekent iets als Toevoeging bij de Wetten (Gr. nomoi), en het werk presenteert zich ook direct in het begin als vervolg op de Wetten. Ook aan het einde wordt de gevonden wijsheid aanbevolen aan het nachtelijke bestuurscomité, zoals dat bekend is uit de Wetten. Dit betreft dan slechts een uiterlijke koppeling. Inhoudelijk vertoont de Epinomis nog het meest verwantschap met het tiende boek van de Wetten, al komt daar noch de ether, noch de gelijkstelling van vroomheid met astrologie in voor.

## Authenticiteit
Het zal vreemd overkomen, dat, waar hoog opgegeven wordt over Plato's schrijverschap, er toch manifeste onenigheid bestaat over de authenticiteit van bepaalde werken die traditioneel aan Plato worden toegeschreven. Als hij zo'n groot schrijver is, dan moeten imitaties toch onmiddellijk door de mand vallen? Een complicerende factor is echter de diversiteit van Plato's werk. Hij schreef niet steeds in één stijl, en dat maakt het moeilijker om echt van onecht te onderscheiden. Verder is Plato geen tijdgenoot, en ontgaat ons, op 2500 jaar afstand, noodzakelijkerwijs een en ander. Een willekeurig voorbeeld: de rede van 'Lysias' in de Phaedrus: is die echt of is dat een pastiche? De geleerden zijn het er niet over eens.
Als het gaat om het bepalen van de echtheid van Platonische dialogen zijn er drie soorten argumenten.
- Inhoudelijke overeenstemming (of niet) met de 'echte' dialogen van Plato. Dit argument snijdt beide kanten op: zij die de authenticiteit verdedigen door te zeggen dat dialoog X verwantschap vertoont met de echte Plato, worden tegengesproken door hen die in zo'n geval zeggen dat er (klaarblijkelijk) sprake is van imitatie. En andersom: als de inhoud (iets) af lijkt te wijken van de 'echte' Plato, zien tegenstanders van authenticiteit hierin een argument, maar voorstanders zeggen juist dat een imitator nooit gedurfd zou hebben af te wijken van de echte Plato.
- De stijl. Dit is een niet hard te maken argument, hoezeer men individueel ook overtuigd kan zijn van zijn gelijk.
- Het argument: Plato onwaardig. Idem.

Bij dit laatste argument moet aangetekend worden dat er heel wat 'gekke' werken van Plato bestaan: (Menexenus, het tweede deel van de Parmenides of de Clitopho. De weg van de minste weerstand is zulke werken voor onecht te verklaren. Het erkennen van de authenticiteit lijkt te getuigen van iets meer erkenning van eigen gelimiteerd begrip van Plato.
Voor wat betreft de Epinomis lopen de meningen in extreme mate uiteen. Voor een van de grootste Hellenisten aller tijden, Wilamowitz, betrof het hier een nietswaardig werk, waarvan de schrijver niet eens in staat was goed na te bootsen. W.R.M. Lamb heeft het in de Engelse Loeb-editie over een inferior mind.. In een en hetzelfde jaar, 1928, verschenen twee boeken die in hun titel al van hun standpunt getuigden: J. Harward: The Epinomis of Plato, Fr. Müller: Stilistische Untersuchungen der Epinomis des Philippos von Opus. Deze stilistische resultaten werden meteen het jaar daarop 'weerlegd' door A.E. Taylor in zijn Plato and the authorship of the «Epinomis». Ed. des Places ziet geen reden zich niet aan te sluiten bij de lange traditie die de Epinomis ziet als Plato's laatste werk. Leonardo Tarán laat weer in de titel van zijn werk zijn opvatting blijken: Academica: Plato, Philip of Opus, and the Pseudo-Platonic Epinomis (Philadelphia, 1975). Etc.
- Biblioteca Nacional de España: XX3309944
- Bibliothèque nationale de France: cb124356029 (data)
- Gemeinsame Normdatei: 4476514-9
- Library of Congress Control Number: no2004105296
- Nationale bibliotheek van Australië: 35425380
- Nationale Bibliotheek van Israël: 987007289159505171
- Système universitaire de documentation: 11648313X
- Virtual International Authority File: 179264487